# FAコミュニティ・シールド
FAコミュニティ・シールド（The FA Community Shield）は、イングランドサッカー協会（FA）が主催する、イングランドにおけるサッカーのスーパーカップ戦である。
プレミアリーグの優勝クラブとFAカップの優勝クラブによって、シーズン開幕一週間前の週末に行われる。同一クラブが2冠を達成した場合、そのクラブはプレミアリーグの2位クラブと対戦する。
1908年に開始され、かつてはチャリティ・シールド（Charity Shield）と呼ばれていたが、2002年に現在の名称に改められた。

## 歴史
当初は慈善事業への寄付金を集めるために開催された。1908年大会に出場したのは、フットボールリーグ優勝クラブのマンチェスター・ユナイテッドFCと、南部リーグ優勝クラブのクイーンズ・パーク・レンジャーズFCであった。大会方式はしばしば変更され、1913年にはアマチュア選抜対プロ選抜の試合が行われた。現在のようにリーグ優勝クラブとFAカップ優勝クラブが対戦する形式となったのは1928年からで、この年にはリーグ優勝クラブとしてエヴァートンFCが、カップ優勝クラブとしてブラックバーン・ローヴァーズFCが出場している。
1929年にはアマチュア選抜対プロ選抜の対戦に戻されたが、1930年からはほぼ一貫してリーグ優勝クラブとカップ優勝クラブの対戦が実施されている。例外は1950年の一度だけであり、1950 FIFAワールドカップに出場するイングランド代表チームと、カナダに遠征するイングランド選抜チームで試合が実施された1959年からは開催時期がリーグ戦開幕一週間前の週末に固定された。
1973年まではリーグ優勝クラブのホームスタジアムで試合が行われてきたが、1974年からは旧ウェンブリー・スタジアムで試合が行われるようになった。1992年にはプレミアリーグが新設されたため、1993年大会からはプレミアリーグ優勝クラブとFAカップ優勝クラブの試合形式に移行した。2002年にマクドナルドが大会スポンサーになり、名称がFAコミュニティ・シールドに変更された。
旧ウェンブリー・スタジアムが改修工事を行っていた2001年から2006年の間はウェールズのカーディフにあるミレニアム・スタジアムが使用されたが、2007年からは新ウェンブリー・スタジアムが使用されている。2012年は同時期にロンドン五輪が開催されるため、バーミンガムのヴィラ・パークで開催される 。2022年もUEFA女子ユーロ決勝が開催されるため、レスターのキング・パワー・スタジアムで開催された。

## 歴代優勝クラブ
略号
| R | 再試合           |
| & | 同時優勝         |
| † | PK戦で決した試合 |

| 年   | 優勝                                                 | スコア                                               | 準優勝                                               | 開催地                                               |
| ---- | ---------------------------------------------------- | ---------------------------------------------------- | ---------------------------------------------------- | ---------------------------------------------------- |
| 1908 | マンチェスター・ユナイテッド                         | 1–1                                                  | クイーンズ・パーク・レンジャーズ                     | スタンフォード・ブリッジ                             |
| 1908 | マンチェスター・ユナイテッド                         | R 4–0 R                                              | クイーンズ・パーク・レンジャーズ                     | スタンフォード・ブリッジ                             |
| 1909 | ニューカッスル・ユナイテッド                         | 2–0                                                  | ノーサンプトン・タウン                               | スタンフォード・ブリッジ                             |
| 1910 | ブライトン・アンド・ホーヴ・アルビオン               | 1–0                                                  | アストン・ヴィラ                                     | スタンフォード・ブリッジ                             |
| 1911 | マンチェスター・ユナイテッド                         | 8–4                                                  | スウィンドン・タウン                                 | スタンフォード・ブリッジ                             |
| 1912 | ブラックバーン・ローヴァーズ                         | 2–1                                                  | クイーンズ・パーク・レンジャーズ                     | ホワイト・ハート・レーン                             |
| 1913 | プロ選抜                                             | 7–2                                                  | アマチュア選抜                                       | ザ・デン                                             |
| –    | 1914年から1919年まで第一次世界大戦の影響により非開催 | 1914年から1919年まで第一次世界大戦の影響により非開催 | 1914年から1919年まで第一次世界大戦の影響により非開催 | 1914年から1919年まで第一次世界大戦の影響により非開催 |
| 1920 | ウェスト・ブロムウィッチ・アルビオン                 | 2–0                                                  | トッテナム・ホットスパー                             | ホワイト・ハート・レーン                             |
| 1921 | トッテナム・ホットスパー                             | 2–0                                                  | バーンリー                                           | ホワイト・ハート・レーン                             |
| 1922 | ハダースフィールド・タウン                           | 1–0                                                  | リヴァプール                                         | オールド・トラッフォード                             |
| 1923 | プロ選抜                                             | 2–0                                                  | アマチュア選抜                                       | スタンフォード・ブリッジ                             |
| 1924 | プロ選抜                                             | 3–1                                                  | アマチュア選抜                                       | ハイベリー                                           |
| 1925 | アマチュア選抜                                       | 6–1                                                  | プロ選抜                                             | ホワイト・ハート・レーン                             |
| 1926 | アマチュア選抜                                       | 6–3                                                  | プロ選抜                                             | メイン・ロード                                       |
| 1927 | カーディフ・シティ                                   | 2–1                                                  | コリンシアン                                         | スタンフォード・ブリッジ                             |
| 1928 | エヴァートン                                         | 2–1                                                  | ブラックバーン・ローヴァーズ                         | オールド・トラッフォード                             |
| 1929 | プロ選抜                                             | 3–0                                                  | アマチュア選抜                                       | ザ・デン                                             |
| 1930 | アーセナル                                           | 2–1                                                  | シェフィールド・ウェンズデイ                         | スタンフォード・ブリッジ                             |
| 1931 | アーセナル                                           | 1–0                                                  | ウェスト・ブロムウィッチ・アルビオン                 | ヴィラ・パーク                                       |
| 1932 | エヴァートン                                         | 5–3                                                  | ニューカッスル・ユナイテッド                         | セント・ジェームズ・パーク                           |
| 1933 | アーセナル                                           | 3–0                                                  | エヴァートン                                         | グディソン・パーク                                   |
| 1934 | アーセナル                                           | 4–0                                                  | マンチェスター・シティ                               | ハイベリー                                           |
| 1935 | シェフィールド・ウェンズデイ                         | 1–0                                                  | アーセナル                                           | ハイベリー                                           |
| 1936 | サンダーランド                                       | 2–1                                                  | アーセナル                                           | ロッカー・パーク                                     |
| 1937 | マンチェスター・シティ                               | 2–0                                                  | サンダーランド                                       | メイン・ロード                                       |
| 1938 | アーセナル                                           | 2–1                                                  | プレストン・ノースエンド                             | ハイベリー                                           |
| –    | 1939年から1947年まで第二次世界大戦の影響により非開催 | 1939年から1947年まで第二次世界大戦の影響により非開催 | 1939年から1947年まで第二次世界大戦の影響により非開催 | 1939年から1947年まで第二次世界大戦の影響により非開催 |
| 1948 | アーセナル                                           | 4–3                                                  | チェルシー                                           | ハイベリー                                           |
| 1949 | ポーツマス                                           | & 1–1 &                                              | ウルヴァーハンプトン・ワンダラーズ                   | ハイベリー                                           |
| 1950 | イングランド代表                                     | 4–2                                                  | FAカナダ遠征選抜                                     | スタンフォード・ブリッジ                             |
| 1951 | トッテナム・ホットスパー                             | 2–1                                                  | ニューカッスル・ユナイテッド                         | ホワイト・ハート・レーン                             |
| 1952 | マンチェスター・ユナイテッド                         | 4–2                                                  | ニューカッスル・ユナイテッド                         | オールド・トラッフォード                             |
| 1953 | アーセナル                                           | 3–1                                                  | ブラックプール                                       | ハイベリー                                           |
| 1954 | ウルヴァーハンプトン・ワンダラーズ                   | & 4–4 &                                              | ウェスト・ブロムウィッチ・アルビオン                 | モリニュー・スタジアム                               |
| 1955 | チェルシー                                           | 3–0                                                  | ニューカッスル・ユナイテッド                         | スタンフォード・ブリッジ                             |
| 1956 | マンチェスター・ユナイテッド                         | 1–0                                                  | マンチェスター・シティ                               | メイン・ロード                                       |
| 1957 | マンチェスター・ユナイテッド                         | 4–0                                                  | アストン・ヴィラ                                     | オールド・トラッフォード                             |
| 1958 | ボルトン・ワンダラーズ                               | 4–1                                                  | ウルヴァーハンプトン・ワンダラーズ                   | バーンデン・パーク                                   |
| 1959 | ウルヴァーハンプトン・ワンダラーズ                   | 3–1                                                  | ノッティンガム・フォレスト                           | モリニュー・スタジアム                               |
| 1960 | バーンリー                                           | & 2–2 &                                              | ウルヴァーハンプトン・ワンダラーズ                   | ターフ・ムーア                                       |
| 1961 | トッテナム・ホットスパー                             | 3–2                                                  | FA選抜                                               | ホワイト・ハート・レーン                             |
| 1962 | トッテナム・ホットスパー                             | 5–1                                                  | イプスウィッチ・タウン                               | ポートマン・ロード                                   |
| 1963 | エヴァートン                                         | 4–0                                                  | マンチェスター・ユナイテッド                         | グディソン・パーク                                   |
| 1964 | リヴァプール                                         | & 2–2 &                                              | ウェストハム・ユナイテッド                           | アンフィールド                                       |
| 1965 | マンチェスター・ユナイテッド                         | & 2–2 &                                              | リヴァプール                                         | オールド・トラッフォード                             |
| 1966 | リヴァプール                                         | 1–0                                                  | エヴァートン                                         | グディソン・パーク                                   |
| 1967 | マンチェスター・ユナイテッド                         | & 3–3 &                                              | トッテナム・ホットスパー                             | オールド・トラッフォード                             |
| 1968 | マンチェスター・シティ                               | 6–1                                                  | ウェスト・ブロムウィッチ・アルビオン                 | メイン・ロード                                       |
| 1969 | リーズ・ユナイテッド                                 | 2–1                                                  | マンチェスター・シティ                               | エランド・ロード                                     |
| 1970 | エヴァートン                                         | 2–1                                                  | チェルシー                                           | スタンフォード・ブリッジ                             |
| 1971 | レスター・シティ                                     | 1–0                                                  | リヴァプール                                         | フィルバート・ストリート                             |
| 1972 | マンチェスター・シティ                               | 1–0                                                  | アストン・ヴィラ                                     | ヴィラ・パーク                                       |
| 1973 | バーンリー                                           | 1–0                                                  | マンチェスター・シティ                               | メイン・ロード                                       |
| 1974 | リヴァプール                                         | † 1–1 †                                              | リーズ・ユナイテッド                                 | ウェンブリー・スタジアム                             |
| 1975 | ダービー・カウンティ                                 | 2–0                                                  | ウェストハム・ユナイテッド                           | ウェンブリー・スタジアム                             |
| 1976 | リヴァプール                                         | 1–0                                                  | サウサンプトン                                       | ウェンブリー・スタジアム                             |
| 1977 | マンチェスター・ユナイテッド                         | & 0–0 &                                              | リヴァプール                                         | ウェンブリー・スタジアム                             |
| 1978 | ノッティンガム・フォレスト                           | 5–0                                                  | イプスウィッチ・タウン                               | ウェンブリー・スタジアム                             |
| 1979 | リヴァプール                                         | 3–1                                                  | アーセナル                                           | ウェンブリー・スタジアム                             |
| 1980 | リヴァプール                                         | 1–0                                                  | ウェストハム・ユナイテッド                           | ウェンブリー・スタジアム                             |
| 1981 | アストン・ヴィラ                                     | & 2–2 &                                              | トッテナム・ホットスパー                             | ウェンブリー・スタジアム                             |
| 1982 | リヴァプール                                         | 1–0                                                  | トッテナム・ホットスパー                             | ウェンブリー・スタジアム                             |
| 1983 | マンチェスター・ユナイテッド                         | 2–0                                                  | リヴァプール                                         | ウェンブリー・スタジアム                             |
| 1984 | エヴァートン                                         | 1–0                                                  | リヴァプール                                         | ウェンブリー・スタジアム                             |
| 1985 | エヴァートン                                         | 2–0                                                  | マンチェスター・ユナイテッド                         | ウェンブリー・スタジアム                             |
| 1986 | エヴァートン                                         | & 1–1 &                                              | リヴァプール                                         | ウェンブリー・スタジアム                             |
| 1987 | エヴァートン                                         | 1–0                                                  | コヴェントリー・シティ                               | ウェンブリー・スタジアム                             |
| 1988 | リヴァプール                                         | 2–1                                                  | ウィンブルドン                                       | ウェンブリー・スタジアム                             |
| 1989 | リヴァプール                                         | 1–0                                                  | アーセナル                                           | ウェンブリー・スタジアム                             |
| 1990 | リヴァプール                                         | & 1–1 &                                              | マンチェスター・ユナイテッド                         | ウェンブリー・スタジアム                             |
| 1991 | アーセナル                                           | & 0–0 &                                              | トッテナム・ホットスパー                             | ウェンブリー・スタジアム                             |
| 1992 | リーズ・ユナイテッド                                 | 4–3                                                  | リヴァプール                                         | ウェンブリー・スタジアム                             |
| 1993 | マンチェスター・ユナイテッド                         | † 1–1 †                                              | アーセナル                                           | ウェンブリー・スタジアム                             |
| 1994 | マンチェスター・ユナイテッド                         | 2–0                                                  | ブラックバーン・ローヴァーズ                         | ウェンブリー・スタジアム                             |
| 1995 | エヴァートン                                         | 1–0                                                  | ブラックバーン・ローヴァーズ                         | ウェンブリー・スタジアム                             |
| 1996 | マンチェスター・ユナイテッド                         | 4–0                                                  | ニューカッスル・ユナイテッド                         | ウェンブリー・スタジアム                             |
| 1997 | マンチェスター・ユナイテッド                         | † 1–1 †                                              | チェルシー                                           | ウェンブリー・スタジアム                             |
| 1998 | アーセナル                                           | 3–0                                                  | マンチェスター・ユナイテッド                         | ウェンブリー・スタジアム                             |
| 1999 | アーセナル                                           | 2–1                                                  | マンチェスター・ユナイテッド                         | ウェンブリー・スタジアム                             |
| 2000 | チェルシー                                           | 2–0                                                  | マンチェスター・ユナイテッド                         | ウェンブリー・スタジアム                             |
| 2001 | リヴァプール                                         | 2–1                                                  | マンチェスター・ユナイテッド                         | ミレニアム・スタジアム                               |
| 2002 | アーセナル                                           | 1–0                                                  | リヴァプール                                         | ミレニアム・スタジアム                               |
| 2003 | マンチェスター・ユナイテッド                         | † 1–1 †                                              | アーセナル                                           | ミレニアム・スタジアム                               |
| 2004 | アーセナル                                           | 3–1                                                  | マンチェスター・ユナイテッド                         | ミレニアム・スタジアム                               |
| 2005 | チェルシー                                           | 2–1                                                  | アーセナル                                           | ミレニアム・スタジアム                               |
| 2006 | リヴァプール                                         | 2–1                                                  | チェルシー                                           | ミレニアム・スタジアム                               |
| 2007 | マンチェスター・ユナイテッド                         | † 0–0 †                                              | チェルシー                                           | ウェンブリー・スタジアム                             |
| 2008 | マンチェスター・ユナイテッド                         | † 0–0 †                                              | ポーツマス                                           | ウェンブリー・スタジアム                             |
| 2009 | チェルシー                                           | † 2–2 †                                              | マンチェスター・ユナイテッド                         | ウェンブリー・スタジアム                             |
| 2010 | マンチェスター・ユナイテッド                         | 3–1                                                  | チェルシー                                           | ウェンブリー・スタジアム                             |
| 2011 | マンチェスター・ユナイテッド                         | 3–2                                                  | マンチェスター・シティ                               | ウェンブリー・スタジアム                             |
| 2012 | マンチェスター・シティ                               | 3–2                                                  | チェルシー                                           | ヴィラ・パーク                                       |
| 2013 | マンチェスター・ユナイテッド                         | 2–0                                                  | ウィガン・アスレティック                             | ウェンブリー・スタジアム                             |
| 2014 | アーセナル                                           | 3–0                                                  | マンチェスター・シティ                               | ウェンブリー・スタジアム                             |
| 2015 | アーセナル                                           | 1–0                                                  | チェルシー                                           | ウェンブリー・スタジアム                             |
| 2016 | マンチェスター・ユナイテッド                         | 2–1                                                  | レスター・シティ                                     | ウェンブリー・スタジアム                             |
| 2017 | アーセナル                                           | † 1–1 †                                              | チェルシー                                           | ウェンブリー・スタジアム                             |
| 2018 | マンチェスター・シティ                               | 2–0                                                  | チェルシー                                           | ウェンブリー・スタジアム                             |
| 2019 | マンチェスター・シティ                               | † 1–1 †                                              | リヴァプール                                         | ウェンブリー・スタジアム                             |
| 2020 | アーセナル                                           | † 1–1 †                                              | リヴァプール                                         | ウェンブリー・スタジアム                             |
| 2021 | レスター・シティ                                     | 1–0                                                  | マンチェスター・シティ                               | ウェンブリー・スタジアム                             |
| 2022 | リヴァプール                                         | 3–1                                                  | マンチェスター・シティ                               | キング・パワー・スタジアム                           |
| 2023 | アーセナル                                           | † 1–1 †                                              | マンチェスター・シティ                               | ウェンブリー・スタジアム                             |
| 2024 | マンチェスター・シティ                               | † 1–1 †                                              | マンチェスター・ユナイテッド                         | ウェンブリー・スタジアム                             |
| 2025 | クリスタル・パレス                                   | † 2–2 †                                              | リヴァプール                                         | ウェンブリー・スタジアム                             |

## クラブ別優勝回数

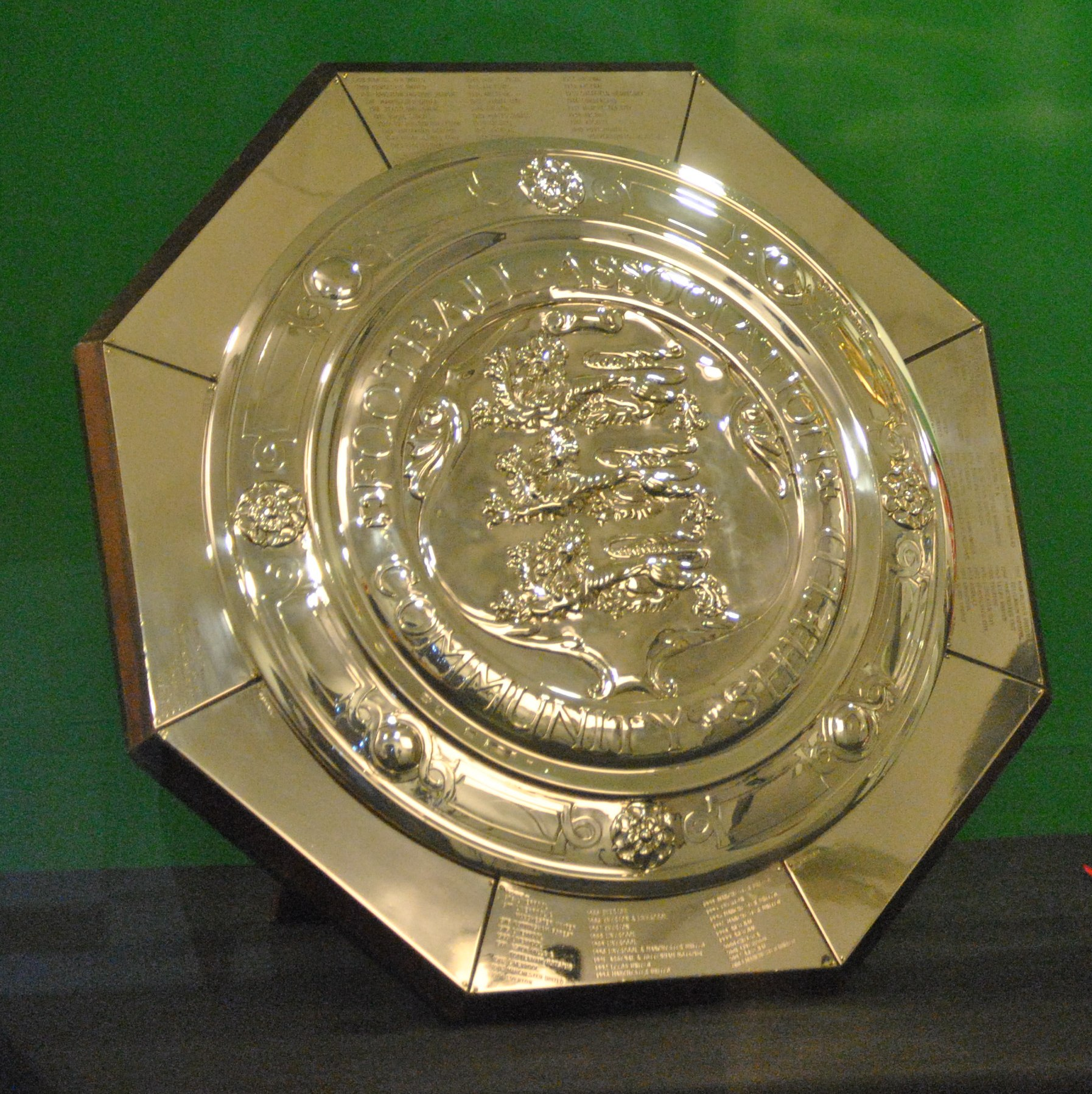
トロフィー

※クラブのみを記載し、代表や選抜チームは除外。優勝年の「*」は同時優勝。
| クラブ名                               | 優勝回数 (単独 / 同時) | 優勝年 |
| -------------------------------------- | ---------------------- | --- |
| マンチェスター・ユナイテッド           | 21 (17/4)              | 1908, 1911, 1952, 1956, 1957, 1965*, 1967*, 1977*, 1983, 1990*, 1993, 1994, 1996, 1997, 2003, 2007, 2008, 2010, 2011, 2013, 2016 |
| アーセナル                             | 17 (16/1)              | 1930, 1931, 1933, 1934, 1938, 1948, 1953, 1991*, 1998, 1999, 2002, 2004, 2014, 2015, 2017, 2020, 2023                            |
| リヴァプール                           | 16 (11/5)              | 1964*, 1965*, 1966, 1974, 1976, 1977*, 1979, 1980, 1982, 1986*, 1988, 1989, 1990*, 2001, 2006, 2022                              |
| エヴァートン                           | 9 (8/1)                | 1928, 1932, 1963, 1970, 1984, 1985, 1986*, 1987, 1995                                                                            |
| トッテナム・ホットスパー               | 7 (4/3)                | 1921, 1951, 1961, 1962, 1967*, 1981*, 1991*                                                                                      |
| マンチェスター・シティ                 | 7                      | 1937, 1968, 1972, 2012, 2018, 2019, 2024                                                                                         |
| チェルシー                             | 4                      | 1955, 2000, 2005, 2009 |
| ウルヴァーハンプトン・ワンダラーズ     | 4 (1/3)                | 1949*, 1954*, 1959, 1960* |
| リーズ・ユナイテッド                   | 2                      | 1969, 1992 |
| レスター・シティ                       | 2                      | 1971, 2021 |
| ウェスト・ブロムウィッチ・アルビオン   | 2 (1/1)                | 1920, 1954* |
| バーンリー                             | 2 (1/1)                | 1960*, 1973 |
| ニューカッスル・ユナイテッド           | 1                      | 1909 |
| ブライトン・アンド・ホーヴ・アルビオン | 1                      | 1910 |
| ブラックバーン・ローヴァーズ           | 1                      | 1912 |
| ハダースフィールド・タウン             | 1                      | 1922 |
| カーディフ・シティ                     | 1                      | 1927 |
| シェフィールド・ウェンズデイ           | 1                      | 1935 |
| サンダーランド                         | 1                      | 1936 |
| ボルトン・ワンダラーズ                 | 1                      | 1958 |
| ダービー・カウンティ                   | 1                      | 1975 |
| ノッティンガム・フォレスト             | 1                      | 1978 |
| クリスタル・パレス                     | 1                      | 2025 |
| ポーツマス                             | 1 (0/1)                | 1949* |
| ウェストハム・ユナイテッド             | 1 (0/1)                | 1964* |
| アストン・ヴィラ                       | 1 (0/1)                | 1981* |